# Revoluția Germană
Revoluția Germană, (cunoscută și ca Revoluția din Noiembrie), este denumirea generică a unei serii de evenimente care s-au petrecut în 1918-1919, culminând cu răsturnarea Kaiserului și instaurarea republicii democratice. La fel ca și în cazul Rusiei, revoluția nu a fost condusă de un partid politic, iar consiliile muncitorilor și soldaților, similare cu sovietele rusești, au pus mâna pe putere în toată țara. Evenimentele din acea perioadă continuă să polarizeze chiar și în zilele noastre Stânga, unul dintre motive fiind utilizarea de către guvernul social-democrat a unităților paramilitare Freikorps ale Dreptei împotriva rebeliunii spartachiste de extrema stângă.
Ca și Revoluția Rusă, Revoluția Germană a apărut ca o consecință a situației dezastruoase a țării de la sfârșitul primului război mondial. Înfrângerea armatei de sub comanda supremă a lui Erich Ludendorff a declanșat o criză politică. Puterea a fost preluată de liberalul Max von Baden. Deși cel mai important partid al muncitorilor, Partidul Social-Democrat (PSDG), participa la guvernare, acest lucru nu a putut împiedica rebeliunea.
Revolta a început în Kiel, pe 4 noiembrie 1918, când 40.000 de marinari și soldați din infanteria marină au preluat puterea în port în urma dezvăluirii unor planuri ale Statului Major al Marinei de executare a unui atac împotriva marinei britanice, în condițiile în care era evident că războiul era pierdut. Începând cu 8 noiembrie, Sfaturile (Sovietele) Muncitorilor și Soldaților au cucerit puterea în cea mai mare parte a Germaniei de vest, ceea ce a dus la formarea așa numitei Räterepublik (Republica Sfaturilor (Sovietelor) ). Kaiserul a fost forțat să abdice pe 9 noiembrie, astfel sfârșindu-se monarhia germană. Partidul Social Democrat a fost propulsat la conducerea noii republici alături de aliatul mult mai radical, Partidul Social Democrat Independent din Germania (PSDIG).
Alianța celor două partide s-a dezintegrat până la sfârșitul lunii decembrie 1918, când PSDIG a părăsit guvernul în semn de protest față de ceea ce ei considerau a fi compromisurile cu status quoul capitalist. Mai mult, o a doua mișcare revoluționară condusă de comuniștii din Liga Spartachistă a izbucnit în ianuarie 1919. Pentru a îi contracara pe comuniști, liderul social-democrat Friedrich Ebert a însărcinat milițiile naționaliste Freikorps să înăbușe revoluția. Cele mai faimoase victime ale operațiunilor contrarevoluționare au fost liderii spartachiști Karl Liebknecht și Rosa Luxemburg, care au fost asasinați pe 15 ianuarie 1919. Până în mai 1919, stânga revoluționară fusese înfrântă.
Revoluția Germană a dus la instaurarea Republicii de la Weimar, o democrație parlamentară care a fost zguduită de instabilitate și polarizare, și care a fost lovită de o serie de crize sociale, care au dus la dispariția ei în 1933, când național-socialiștii conduși de Adolf Hitler au cucerit puterea.